# Diario de la Marina (La Habana)
Diario de la Marina fue un periódico cubano de carácter conservador, publicado en La Habana entre 1844 y 1960. Autodenominado «el decano de la prensa cubana», fue sucesor de El Noticioso y Lucero de La Habana.

## Historia
El Diario de la Marina fue sucesor de la cabecera El Noticioso y Lucero de La Habana, iniciada en 1832 como fusión de El Noticioso y El Lucero. Publicó su primer número bajo el título Diario de la Marina el 1 de abril de 1844. Ha sido considerado uno de los órganos de prensa del Partido Unión Constitucional durante el periodo bajo dominio español posterior a la paz de Zanjón. Se mantuvo en circulación diaria por toda la isla durante más de cien años y se ganó el calificativo de "El decano de la prensa cubana". Es considerado como uno de los rotativos más influyentes de la República entre 1902 y 1959.

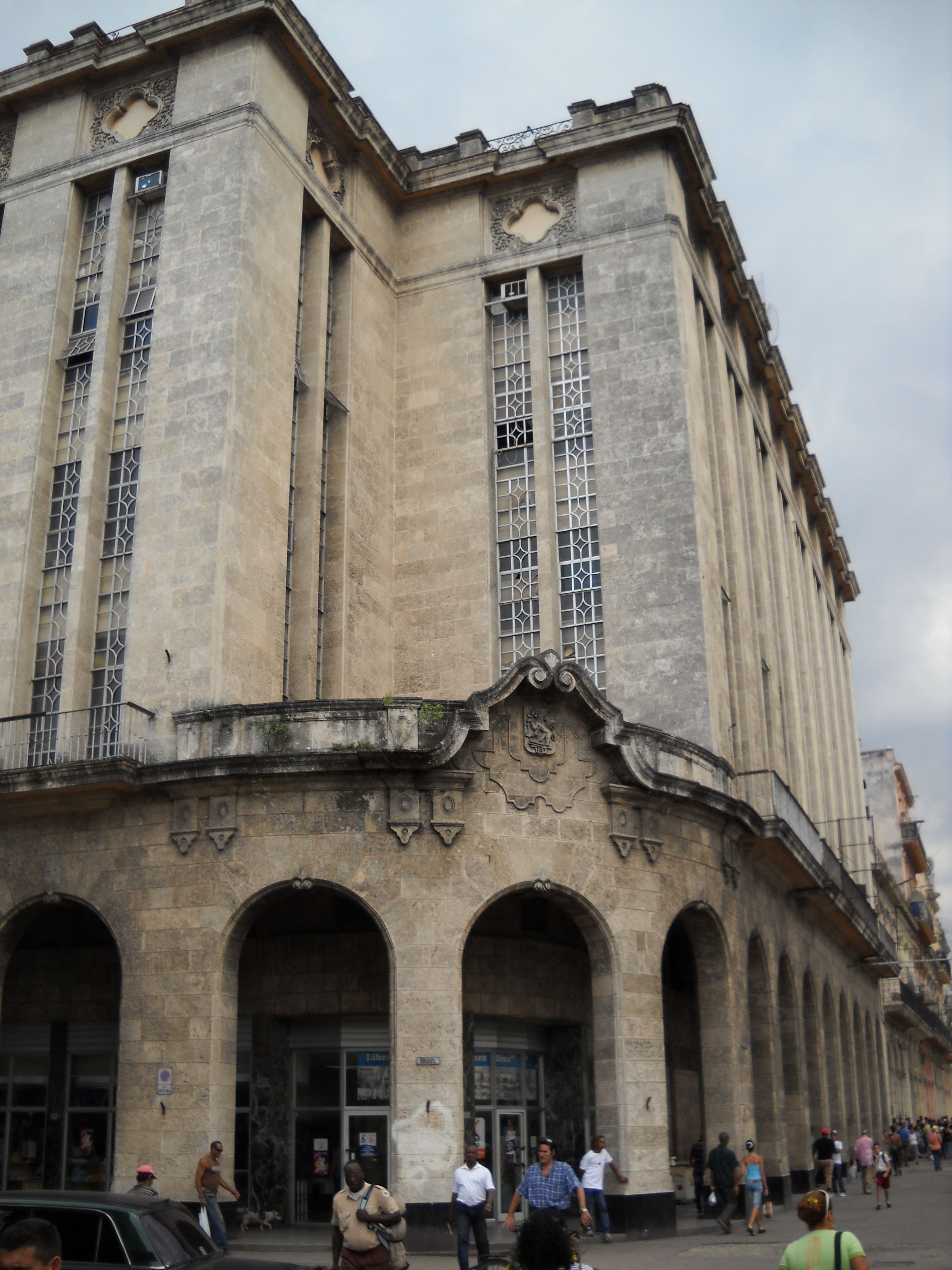
Edificio del Diario de la Marina en 2009.

Los directores del Diario de la Marina, en orden cronológico, fueron Isidoro Araujo de Lira —su fundador—, Dionisio Alcalá Galeano, José Ruiz de León, Fernando Fragoso, Luciano Pérez Acevedo, Nicolás Rivero y Muñiz, José Ignacio Rivero Alonso (Pepín), y José Ignacio Rivero (Pepinillo), nieto de Ignacio Rivero. Uno de sus promotores y miembro de la primera directiva fue el hacendado avilesino Leopoldo González-Carvajal y Zaldúa, marqués de Pinar del Río.
En la década de 1920, amplió sus páginas con la inclusión de un suplemento literario, considerado el de mayor trascendencia durante la República. El suplemento literario del Diario de la Marina estuvo dirigido por José Antonio Fernández de Castro y, el espacio también incluyó temáticas como el humorismo, el cine, los anuncios clasificados y los folletines. 
El suplemento fue uno de los voceros del vanguardismo en Cuba y, acogió destacadas plumas de las letras de la isla y de otras latitudes como: Martín Casanovas, Raúl Roa, Enrique de la Osa, José Lezama Lima, Atanasio Rivero, uno de sus redactores, Rafael Suárez Solís, Constantino Suárez Fernández, Alejo Carpentier, Andrés Núñez Olano, Gastón Baquero, Manuel Navarro Luna, José Antonio Mases, Luis Felipe Rodríguez, Ramiro Guerra, Pedro Henríquez Ureña, Miguel Ángel Asturias, Enrique Gómez Carrillo, Jorge Luis Borges y José Carlos Mariátegui, entre otros. Eva Canel trató de lograr un puesto en la redacción, sin conseguirlo, por lo que se trasladó a Buenos Aires.

### Cierre
El 2 de abril de 1959 Fidel Castro calificó al periódico de derechista, sin embargo prometió que no cerraría ningún periódico sin importar cuál fuera su tendencia ideológica; no obstante, Castro lo atacó constantemente. Por su parte, el periódico se mostró a favor de la revolución cubana, siempre y cuando ésta se comprometiera a restaurar la democracia en Cuba.
En junio de 1959 los empleados del periódico fueron víctimas de actos de repudio cuando camiones llenos de fidelistas rodearon el edificio y comenzaron a insultar a los empleados del diario. Fue el único diario cubano en publicar íntegramente la carta de renuncia de Huber Matos en octubre del mismo año.

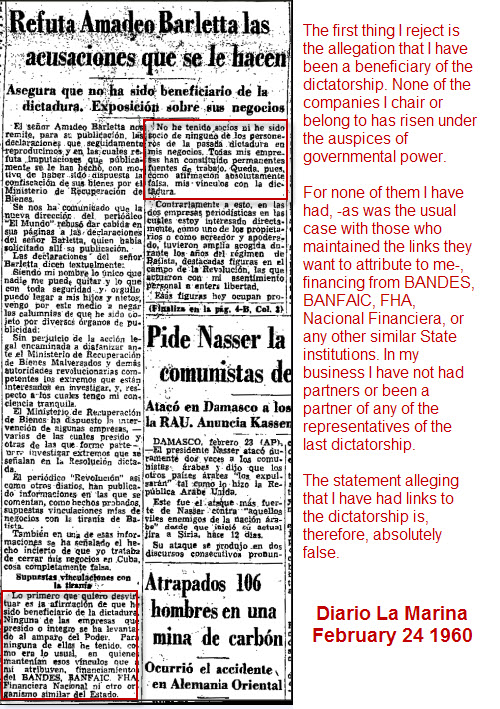
Declaración de Amadeo Barletta publicada en el Diario La Marina en 1960.

El 25 de enero de 1960 fueron quemadas ediciones del Diario de la Marina, además de ejemplares del periódico Prensa Libre y las revistas Life, Time y Selecciones del Reader's Digest. El 11 de mayo son asaltados los talleres y edificios del periódico apoyados por la Policía Nacional Revolucionaria de Cuba.

El diario publicó su última edición el 12 de mayo de 1960 junto con el resto de periódicos independientes de Cuba. El entonces director del Diario de la Marina y su familia se asilaron en la embajada de Perú. Sobre su clausura, Fidel Castro declaró que:
"...lo que le pasó al Diario de la Marina, le tiene que pasar a todos los periódicos contrarrevolucionarios..."
En años posteriores, el periódico oficialista Juventud Rebelde acusó que la línea editorial del Diario de la Marina era "orientada en apoyo a la dictadura de Fulgencio Batista" y que supuestamente "publicó informaciones falsas contra los revolucionarios que atacaron el Cuartel Moncada" en 1953. El edificio donde funcionaba el periódico ahora es la sede del Tribunal Provincial Popular de La Habana. Más adelante se publicó un semanario editado en Miami hasta mayo de 1961, luego del fracaso de la invasión de bahía de Cochinos. Sin embargo se anunció la creación de otra revista llamada Impresiones.